# The Rolling Stones No. 2
The Rolling Stones No. 2 je druhé britské album vydané kapelou The Rolling Stones. Album vyšlo v roce 1965 po obrovském úspěchu předchozího alba The Rolling Stones z roku 1964. The Rolling Stones No. 2 obsahuje převážně cover verze R&B hitů tehdejší doby, ale obsahuje i tři písně autorské dvojice Mick Jagger/Keith Richard.
Album zaznamenalo ve Velké Británii obrovský úspěch a deset týdnů se drželo na prvním místě žebříčku.
Druhé britské album Rolling Stones se na trhu objevilo až po jejich druhém americkém LP. Důvodem byla menší obliba dlouhohrajících desek u britských posluchačů, kteří preferovali singly a EP. Na obal byla použita ta samá fotografie Davida Baileyho, která se objevila na přebalu alba 12x5, jež bylo vydáno pro americký trh o dva a půl měsíce dříve. Jinak se tyto dvě desky shodují pouze ve čtyřech písních ("Under the Boardwalk", "Suzie Q", "Grown Up Wrong" a "Time Is on My Side"). Rolling Stones No. 2 tak přináší sedm skladeb, které ve Spojených státech vyšly až o čtyři měsíce později na albu The Rolling Stones Now!. Všechno jsou to skvělé písně, počínaje "Off the Hook", "Everybody Needs Somebody to Love", "Down Home Girl", "You Can't Catch Me", "What a Shame", "Pain in My Heart" a "Down the Road Apiece" konče. Vedle nich se na desce objevila i cover-verze písně Muddyho Waterse "I Can't Be Satisfied", možná vůbec nejlepší bluesová předělávka, kterou skupina kdy udělala.

## Seznam skladeb
1. "Everybody Needs Somebody To Love" (Solomon Burke/Jerry Wexler/Bert Russell) – 5:03
  - Verze písně obsažená na The Rolling Stones, Now! je o dvě minuty kratší
2. "Down Home Girl" (Jerry Lieber/Arthur Butler) – 4:11
3. "You Can't Catch Me" (Chuck Berry) – 3:38
4. "Time Is on My Side" (Norman Meade) – 2:52
5. "What A Shame" (Mick Jagger/Keith Richard) – 3:03
6. "Grown Up Wrong" (Mick Jagger/Keith Richard) – 2:03
7. "Down The Road Apiece" (Don Raye) – 2:55
8. "Under The Boardwalk" (Arthur Resnick/Kenny Young) – 2:46
9. "I Can't Be Satisfied" (McKinley Morganfield) – 3:26
10. "Pain In My Heart" (Naomi Neville) – 2:11
11. "Off The Hook" (Mick Jagger/Keith Richard) – 2:33
12. "Susie Q" (Eleanor Broadwater/Dale Hawkins/Stan Lewis) – 1:50